# Oxypora glabra
Oxypora glabra is een rifkoralensoort uit de familie van de Lobophylliidae. De wetenschappelijke naam van de soort is voor het eerst geldig gepubliceerd in 1959 door Nemenzo.